# Ait El Mane
Ait El Mane  (in arabo أيت المان‎?) è un centro abitato e comune rurale del Marocco situato nella provincia di Boulemane, regione di Fès-Meknès. Conta una popolazione di 1 927 abitanti (censimento 2014).